# I. E. S. Edwards
Iorwerth Eiddon Stephen Edwards  (21 de julio de 1909 – 24 de septiembre de 1996) —conocido como I. E. S. Edwards— fue un egiptólogo inglés  considerado el principal experto en las pirámides.

## Biografía
Nacido en Londres, Edwards asistió a la Merchant Taylors' School donde estudió hebreo y, más tarde, a la Gonville and Caius University, Universidad de Cambridge, obteniendo un 'First' (primero) en Lenguas Orientales. Se le concedió la beca William Wright en árabe y recibió su doctorado en 1933. 
En 1934 se incorporó al Museo Británico como conservador auxiliar en el departamento de antigüedades egipcias y asirias. Publicó Hieroglyphic Texts for Egyptian Stellae (Textos jeroglíficos de las estelas egipcias), en 1939. Durante la Segunda Guerra Mundial fue enviado a Egipto en servicio militar. En 1946 escribe The Pyramids of Egypt (Las Pirámides de Egipto), publicadas por Penguin Books en 1947. En 1955 fue nombrado conservador de antigüedades egipcias en el Museo Británico y organizó la exposición de Tutankamón en 1972. Permaneció allí hasta su retiro en 1974. 
Tras su salida del Museo Británico trabajó en la Unesco durante el rescate del complejo de templos en File. Fue también vicepresidente de la Egypt Exploration Society, socio de la Academia Británica (1962) y fue galardonado con el CBE en 1968 por sus servicios al Museo Británico.